# Halleneuropameisterschaften im Bogenschießen 1998
Die 6. Halleneuropameisterschaften im Bogenschießen wurden vom 3. bis 7. März 1998 im niedersächsischen Oldenburg ausgetragen.

## Ergebnisse

### Recurvebogen
| Disziplin         | Gold                                                     | Silber                                                      | Bronze                                                           |
| ----------------- | -------------------------------------------------------- | ----------------------------------------------------------- | ---------------------------------------------------------------- |
| Männer Einzel     | Lionel Torrés                                            | Matteo Bisiani                                              | Henk Vogels                                                      |
| Frauen Einzel     | Deniz Günay                                              | Katarzyna Klata                                             | Almudena Gallardo                                                |
| Männer Mannschaft | Italien Matteo Bisiani Ilario Di Buò Mario Casavecchia   | Deutschland Michael Frankenberg Alexander Fröse Erich Kloos | Spanien Josep Reche Bastidas Antonio Vázquez José Antonio Amador |
| Frauen Mannschaft | Ukraine Kateryna Palecha Olena Sadownytscha Ilona Babich | Türkei Natalia Nasaridze Elif Altınkaynak Deniz Günay       | Deutschland Sandra Sachse Barbara Mensing Cornelia Pfohl         |

### Compoundbogen
| Disziplin         | Gold                                                    | Silber                                                            | Bronze                                                       |
| ----------------- | ------------------------------------------------------- | ----------------------------------------------------------------- | ------------------------------------------------------------ |
| Männer Einzel     | Dominique Giroud                                        | Michael Peart                                                     | Cedric Van Elven                                             |
| Frauen Einzel     | Valérie Fabre                                           | Nichola Simpson                                                   | Sophie Cordier                                               |
| Männer Mannschaft | Schweiz Dominique Giroud David Lopez Patrizio Hofer     | Dänemark Tom Henriksen Per Knudsen Niels Baldur                   | Großbritannien Michael Peart Simon Tarplee Christopher White |
| Frauen Mannschaft | Frankreich Valérie Fabre Sophie Cordier Cécilia Ploquin | Großbritannien Nichola Simpson Maryann Richardson Beverley Taylor | Schweiz Rita Riedo Sylviane Lambelet Karin Probst            |

## Medaillenspiegel
| Platz  | Land           | Gold | Silber | Bronze | Gesamt |
| ------ | -------------- | ---- | ------ | ------ | ------ |
| 1      | Frankreich     | 3    | 0      | 1      | 4      |
| 2      | Schweiz        | 2    | 0      | 1      | 3      |
| 3      | Italien        | 1    | 1      | –      | 2      |
| 3      | Türkei         | 1    | 1      | –      | 2      |
| 5      | Ukraine        | 1    | –      | –      | 1      |
| 6      | Großbritannien | –    | 3      | 1      | 4      |
| 7      | Deutschland    | –    | 1      | 1      | 2      |
| 8      | Dänemark       | –    | 1      | –      | 1      |
| 8      | Polen          | –    | 1      | –      | 1      |
| 10     | Spanien        | –    | –      | 2      | 2      |
| 11     | Belgien        | –    | –      | 1      | 1      |
| 11     | Niederlande    | –    | –      | 1      | 1      |
| Gesamt | Gesamt         | 8    | 8      | 8      | 24     |